# Lucerito
Lucerito fue una telenovela colombiana producida por Jorge Barón Televisión entre 1992 y 1993, y transmitida en la franja de lunes a viernes a las 12:00 del mediodía en la Cadena Uno. Estuvo protagonizada por Linda Lucía Callejas Natalia Ramírez y Guillermo Gálvez. Basada en la telenovela venezolana Lucecita, hecha en 1967, telenovela basada en la radionovela El ángel perverso de su escritora Delia Fiallo.

## Trama
Lucerito (Linda Lucía Callejas) era una humilde muchacha campesina que llega a la ciudad a trabajar como empleada doméstica, a raíz de la muerte de Lucía (María Eugenia Penagos), su madre. Por suerte, una amiga de Lucía, recomienda a Lucerito a sus patrones. Allí es donde conoce a Luis Miguel Andrade (Guillermo Gálvez), el novio de Angélica Posada (Natalia Ramírez), la hija del dueño de la hacienda; ella es una mujer lisiada, frívola y calculadora que le hará la vida miserable a Lucerito y evitará a como dé lugar que esta sea feliz.
El panorama se complica cuando Angélica se entera de que Lucerito viene siendo su hermana de sangre, es decir, la hija del dueño de la hacienda y que además, está embarazada de Luis Miguel.
El padre de Lucerito la deja heredera a ella y, después de su fallecimiento, comienza a haber rencillas hacia Lucerito por parte de Angélica, quien esconde el testamento para que ella no cobre la herencia.
Esta situación se dificulta todavía más cuando ella (Lucerito) da a luz a una niña, mientras Luis Miguel pierde la memoria. Luego de varios años, la pareja se reencuentra y por fin disfrutan de su felicidad al lado de su hija.

## Elenco
- Linda Lucía Callejas como Lucero Lucerito Morales
- Natalia Ramírez como Angélica Posada
- Guillermo Gálvez como Luis Miguel Andrade
- Gustavo Angarita
- María Eugenia Dávila † Rebeca
- Humberto Dorado
- Patricia Díaz
- Juan Carlos Gutiérrez
- Mario Ferro
- Érika Krum †
- Margalida Castro
- Mónica Silva †
- Sebastián Ospina
- Olga Lucía Lozano como Carmen de Andrade
- María Eugenia Penagos como Lucía
- María Eugenia Parra +
- Marlon Moreno como Eduardo Andrade
- Margoth Velásquez como Luz Lucecita Tamayo
- Birgit Bofarull
- Xilena Aycardi
- Mónica Choner

## Versiones
- Lucerito es una adaptación de la radionovela El ángel perverso, escrita originalmente por Delia Fiallo.
- La cadena Venevisión realizó una versión en 1967 bajo el título Lucecita, protagonizada por Marina Baura y José Bardina.
- Venevisión realizó una segunda adaptación en 1972, llamada también Lucecita, protagonizada por Adita Rivera y Humberto García.
- En 1983, Venevisión produjo un nuevo remake titulado Virginia, con las participaciones protagónicas de Alba Roversi y Miguel Ángel Landa. Esta versión fue muy polémica, ya que no tuvo la autorización de Delia Fiallo, quien demandó a Venevisión.
- En Argentina también se realizó una versión de esta historia, llamada Estrellita, esa pobre campesina, producida en 1968, y protagonizada por Martha González y Germán Kraus.
- La historia fue llevada al cine también en Argentina, con el nombre de Lucecita, estrenada en 1976.
- Argentina realizó una tercera adaptación en formato de telenovela, bajo el nombre Estrellita mía, emitida en 1987, y protagonizada por Andrea del Boca y Ricardo Darín.
- Esta historia también tuvo una versión en Perú, una telenovela titulada Luz María, que fue realizada en 1998 por América TV y protagonizada por Angie Cepeda y Christian Meier.